# برمنغنات الكالسيوم
برمنغنات الكالسيوم (بالإنجليزية: Calcium permanganate)‏ هو مؤكسِد (عامل أكسدة) ومركب كيميائي، يُرمز له بالصيغة الكيميائية Ca(MnO4)2. 
يتكون من معدن الكالسيوم وأيونان من البرمنغنات.
هذا المركب غير قابل للإحتراق (غير قابل للاشتعال)، ولكن كونه مؤكسِد قوي يجعله قادر على تسريع عملية احتراق المواد القابلة للإحتراق. إذا تم تقسيم المادة القابلة للإحترق بدقة، يمكن لهذا الخليط الناتج أن يصبح قابل للإنفجار. المواد القابلة للإشتعال يمكن أن تؤدي إلى إشتعال تلقائي قي حال تلامسها بسائل ما. علاوة على ذلك التماسه بحمض الكبريتيك (الكبريت) يمكن أن يسبب نيران أو إنفجارات. يمكن أن يتسبب مزجه مع حمض الخليك (حمض الخل) أو مع أنهيدريد الأسيتيك في الإنفجار إذا لم بتم حفظه بارداً.
يمكن أن تحدث إنفجارات عندما يتلامس خليط برمنغنات الكالسيوم وحمض الكبريتك(حمض الكبريت) مع البنزين، النفط، ثنائي كبريتيد الكربون، ثنائي إثيل الإيثر، والإثانول، أو مادة عضوية أخرى.
يتم تحضير هذا المركب (برمنغنات الكالسيوم) عن طريق نتيجة التفاعل الكيميائي الذي يحصل بين برمنغنات البوتاسيوم وكلوريد الكالسيوم أو عن طريق التفاعل بين برمنغنات الألمنيوم وأكسيد الكالسيوم. هذا ويمكن تحضيره أيضاً بواسطة التفاعل الكيميائي بين أكسيد المنغنيز الرباعي (ثنائي أكسيد المنغنيز)  ومحلول هيبوكلوريت الكالسيوم مع القليل من هيدروكسيد الكالسيوم لزيادة مستوى الأس الهيدروجيني (PH).

## الاستخدامات
- يُعتقد أن هذا المركب يساعد على تبييض الأسنان.
- كان يُستخدم هذا المركب سابقاً كعنصر في وقود الصواريخ من قبل لوفتفافه.